# Jason Bourne (film)
Jason Bourne – amerykański film sensacyjny z 2016 roku w reżyserii Paula Greengrassa. Obraz miał swoją światową premierę 27 lipca 2016 roku.

## Obsada
Źródło: Filmweb

- Matt Damon – Jason Bourne
- Tommy Lee Jones – dyrektor CIA Robert Dewey
- Alicia Vikander – Heather Lee
- Vincent Cassel – Asset
- Julia Stiles – Nicky Parsons
- Riz Ahmed – Aaron Kalloor
- Ato Essandoh – Craig Jeffers
- Scott Shepherd – dyrektor NI Edwin Russell

## Produkcja
Od 8 września 2015 do 1 lutego 2016 roku zdjęcia do filmu były realizowane w Las Vegas, Waszyngtonie, Berlinie, Londynie oraz Santa Cruz de Tenerife.

## Odbiór
Film zarobił ponad 415,5 miliona dolarów.